# Belize ai Giochi della XXX Olimpiade
Il Belize ha partecipato ai Giochi della XXX Olimpiade di Londra, svoltisi dal 27 luglio al 12 agosto 2012. È stata la 11ª partecipazione degli atleti belizeani ai giochi olimpici estivi.
Gli atleti della delegazione belizeana sono stati 3 (2 uomini e 1 donna), in 2 discipline. Alla cerimonia di apertura il portabandiera è stato Winston George, atleta specializzato nelle gare ad ostacoli.
Nel corso della manifestazione il Belize non ha ottenuto alcuna medaglia.

## Atletica leggera
| Q | Qualificato al turno successivo per la posizione in qualificazione                                                           |
| q | Qualificato per il turno successivo per ripescaggio o, negli eventi su campo, conquistando la misura minima per qualificarsi |

### Maschile
Eventi di corsa su pista e strada
| Atleta          | Evento         | Batteria  | Batteria  | Semifinale | Semifinale | Finale          | Finale          |
| Atleta          | Evento         | Risultato | Posizione | Risultato  | Posizione  | Risultato       | Posizione       |
| --------------- | -------------- | --------- | --------- | ---------- | ---------- | --------------- | --------------- |
| Kenneth Medwood | 400 m ostacoli | 49"78     | 4° q      | 49"87      | 5°         | non qualificato | non qualificato |

### Femminile
Eventi di corsa su pista e strada
| Atleta         | Evento | Batteria  | Batteria  | Quarti di finale | Quarti di finale | Semifinale      | Semifinale      | Finale          | Finale          |
| Atleta         | Evento | Risultato | Posizione | Risultato        | Posizione        | Risultato       | Posizione       | Risultato       | Posizione       |
| -------------- | ------ | --------- | --------- | ---------------- | ---------------- | --------------- | --------------- | --------------- | --------------- |
| Kaina Martinez | 100 m  | 11"81     | 2ª Q      | 11"89            | 8ª               | non qualificata | non qualificata | non qualificata | non qualificata |

## Judo
Maschile
| Atleta           | Evento | 32-esimi             | 16-esimi                       | Ottavi               | Quarti               | Semifinali           | Ripescaggio          | Med. bronzo          | Finale               | Posizione       |
| Atleta           | Evento | Avversario Risultato | Avversario Risultato           | Avversario Risultato | Avversario Risultato | Avversario Risultato | Avversario Risultato | Avversario Risultato | Avversario Risultato | Posizione       |
| ---------------- | ------ | -------------------- | ------------------------------ | -------------------- | -------------------- | -------------------- | -------------------- | -------------------- | -------------------- | --------------- |
| Eddermys Sanchez | −66 kg | Bye                  | M. Ungvári (HUN) P (0000-0010) | non qualificato      | non qualificato      | non qualificato      | non qualificato      | non qualificato      | non qualificato      | non qualificato |